# Hermann Scherchen
Hermann Scherchen (Berlín, Imperio alemán, 21 de junio de 1891 - Florencia, Italia, 12 de junio de 1966) fue un director y arreglista alemán especialista en compositores clásicos del siglo XX tales como Richard Strauss, Anton Webern, Alban Berg y Edgar Varèse.

## Biografía
De formación prácticamente autodidacta, aprendió a tocar la viola, instrumento que tocó en la Orquesta Berlin Blüthner entre 1907-1910 y luego en la Orquesta Filarmónica de Berlín.
Hizo su debut con Pierrot Lunaire de Arnold Schoenberg cuando sustituyó a un enfermo Schönberg en la dirección de la gira mundial del estreno de la obra y en 1914, se convirtió en el director de la Orquesta Sinfónica de Riga con solo 23 años. Al estallar la Primera Guerra Mundial, Scherchen fue detenido e internado en Rusia, donde tomó contacto con las ideas revolucionarias haciéndolas suyas.
Al terminar la contienda volvió a Berlín para fundar la Neue Musik Gesellschaft y el Scherchen Quartet en 1919. Un año más tarde también se encargó de dirigir la revista Melos, publicación que llegó a convertirse en el órgano más importante de la difusión de la nueva música en Alemania. En 1922, Scherchen recibió el primer puesto importante de su carrera al ser nombrado director de los conciertos de los museos en Fráncfort del Meno sucediendo a Wilhelm Furtwängler. Esta labor la desarrolló por poco tiempo debido a los frecuentes choques con un público musicalmente muy conservador. Pero a Scherchen siempre le atraían los nuevos retos y durante los años veinte del siglo XX fue uno de los directores alemanes más activos. 
En 1922 se hizo cargo de la Orquesta de Winterthur, formación con la que trabajaría hasta 1947. Esta labor la alternó con la dirección musical del teatro de Königsberg a partir de 1928 y como principal director invitado de la Orquesta Sinfónica de la Radio del Este de Alemania.
Con la subida al poder de los nazis, dirigió en Bélgica, Austria y se estableció en Suiza donde dirigió la Orquesta de la Radio de Zúrich durante décadas.
Probablemente es más conocido por su arreglo orquestal (y grabación) de El arte de la fuga de Johann Sebastian Bach. 
Otro notable hito es su grabación de 1958 de la Sinfonía Heroica de Beethoven para el sello discográfico Westminster (posteriormente editado en CD), conteniendo lo que aún es (hasta 2006) el primer movimiento más rápido que se haya grabado.
Fue responsable del estreno de muchas obras importantes de Alban Berg, Arnold Schönberg, Albert Roussel, Luigi Dallapiccola, Boris Blacher, Max Reger, Iannis Xenakis y otros, así como sus registros discográficos, entre ellos la Séptima Sinfonía de Gustav Mahler. Scherchen fue el encargado de ofrecer el estreno mundial del Concierto para violín de Alban Berg en Barcelona el 19 de abril de 1936.
A partir de 1944 Scherchen se hizo cargo de la Orquesta de la Radio de Zúrich y, ya finalizada la guerra, impartió clases en la Bienal de Venecia y en Darmstadt. La relación con la Orquesta de Winterthur se rompió en 1947 debido principalmente a que Scherchen no quiso renunciar a mantener contactos artísticos con los países del este de Europa. A lo largo de la década de los cincuenta Scherchen fundó en Gravesano, cerca del lago de Lugano, un centro de investigaciones para experimentos electroacústicos. En 1959, y por espacio de un año, Scherchen aceptó el puesto de director de la Orquesta de la Filarmonía Alemana del Noroeste, último de sus cargos permanentes. A principio de los años sesenta Scherchen dirigió con frecuencia en EE. UU. en calidad de director invitado, siendo allí homenajeado como el último gran anciano de los maestros alemanes.
Murió en el podio de la Orchestra del Maggio Musicale Fiorentino en 1966 mientras dirigía L'Orfeide de Malipiero.

## Vida familiar
Se casó con la actriz Gerda Müller, y luego con la compositora china Xiao Shuxian, con quien tuvo su hija Tona Scherchen. 
Luego se casó con Pia Andronescu con quien tuvo cinco hijos. Se le ha redescubierto gracias en gran medida a sus hijos Wulff Scherchen que mantuvo un romance con el compositor Benjamin Britten cuando tenían 13 y 21 años respectivamente y a quien el músico le dedicó una de las canciones del ciclo Las Iluminaciones (y luego participó en Britten's Children, documental de John Bridcut acerca de Benjamin Britten y sus relaciones con jovencitos) y Myriam Scherchen que dirige el sello discográfico Tahra, produciendo grabaciones históricas en CD -incluyendo muchas de Scherchen.
En su momento participó en la organización de resistencia y espionaje con la Orquesta Roja.
Conoció de cerca al escritor Elias Canetti que describe su interesante y compleja personalidad en la parte de su autobiografía de 1931 a 1937, titulada: El juego de ojos, capítulo El director de orquesta y siguientes, narrando también la pasión de Scherchen por Anna Mahler, hija del músico Gustav Mahler y notable escultora.

## Estilo interpretativo
Scherchen se caracterizó por interpretaciones poco convencionales. Scherchen basó su gran autoridad sobre el podio en un gesto breve, seco e incisivo construido de forma elocuente con ambas manos. Excepto al principio y al final de su carrera, se mostró como un enemigo declarado del uso de la batuta y solía utilizar el dedo índice derecho para imponer el movimiento y establecer el tempo, generalmente vivo frente a la morosidad mostrada por otros ilustres colegas. Scherchen fue proclive a las texturas simples con colores planos pero muy contrastados y a una acentuación austera desvinculada del romanticismo interpretativo. Enamorado de la expresión precisa y concisa, sus firmes criterios en busca de la esencia de la música daban lugar a un cierto esquematismo que se contrarrestaba por la férrea racionalidad con la que animaba sus construcciones sinfónicas. Este estilo interpretativo tenía ciertas concomitancias con el de su ilustre colega Karl Böhm, tres años más joven que él. Aun así no se vio liberado de las críticas de otros colegas: –“Hay directores muy buenos, buenos, regulares, malos, malísimos y Hermann Scherchen…”– declaró en una ocasión Celibidache, un director situado en el polo más opuesto a los criterios de Scherchen.
Scherchen fundó a lo largo de su vida varias revistas musicales como Melos, Música Viva o los Gravesaner Blätter dedicados a problemas técnicos y de psicología auditiva, práctica de composición y estética. Una de sus publicaciones más famosas fue el Lehrbuch des Dirigierens (El arte de dirigir la orquesta) publicado en Leipzig en 1929 y traducido al castellano por Roberto Gerhard. La parte central de dicho libro está dedicada a un estudio detallado de la orquesta en donde se expone un verdadero catálogo de vicios y malas costumbres de los músicos — según a la familia instrumental a la que pertenecen — y con sabias instrucciones para corregirlos. Scherchen insiste en la idea de que todo aspirante a director de orquesta ha de saber cantar para luego proyectar en su interior la imagen ideal de la obra. Del gusto de Scherchen por la música moderna da buena medida el hecho de que más de un tercio de los ejemplos musicales que aparecen en el libro pertenecen a obras compuestas con posterioridad al año 1900.

## Discografía parcial
- Misa en si menor, BWV 232, de Bach, dirigiendo la Orquesta Sinfónica de Viena (TAHRA 618/19)
- Sinfonía n.º 3 de Beethoven dirigiendo la Orquesta de la Ópera de Viena (PALLADIO 4144)
- Sinfonía n.º 8 de Beethoven dirigiendo la Royal Philharmonic (XXI 489)
- Los troyanos de Berlioz, junto a Rolle, Maldikian, Collard y Abdiun, y dirigiendo la Orquesta de la Sociedad de Conciertos del Conservatorio de París (TAHRA 143/44)
- Romeo y Julieta de Chaikovski dirigiendo la Sinfónica de Londres (PALLADIO 4167)
- El Mesías de Haendel, junto a Ritchie, Shacklock, Herbert y Standen, y dirigiendo la Sinfónica de Londres (GUILD 631)
- Las Siete Palabras de Cristo de Haydn, junto a Babikian, Dressel, Alberts y Kesteren, y dirigiendo la Orquesta de la Ópera de Viena (GUILD 199)
- Sinfonía n.º 1 de Krenek (TAHRA 185)
- Los preludios de Liszt dirigiendo la Orquesta de la Ópera de Viena (DG 471237)
- Sinfonía n.º 5 de Mahler dirigiendo la Orquesta de la Ópera de Viena (URANIA 348)
- Bolero de Ravel dirigiendo la Orquesta de la Ópera de Viena (GUILD 156)
- Eine Lutspiel Overture de Reger dirigiendo la Orquesta Sinfónica de la Radio del Norte de Alemania (CPO 999143)
- Moses und Aron de Schönberg, junto a Sardi, Türke, Melchert y Driscoll, y dirigiendo la Orquesta de la Ópera de Berlín (OPERA D´ORO 1321)
- Concierto para piano de Schumann, junto a Arturo Benedetti-Michelangeli y dirigiendo la Orquesta de la Radio de la Suiza Italiana (NAS 2601)
- Danza de los comediantes de Prodaná Nevestá de Smetana dirigiendo la Orquesta de la Ópera de Viena (WESTMINSTER 18690).

## Publicaciones
- Lehrbuch des Dirigierens (Leipzig 1929, Maguncia, 1956 y 1972)
- Das moderne Musikempfinden (Zúrich 1946)
- Musik für jedermann (Winterthur 1950)
- Alles hörbar machen (1972).